# André Degroeve
André R.L. Degroeve, né à Saint-Josse-ten-Noode le 1er avril 1931 et mort le 19 mai 2014 à Forest, fut un homme politique belge, membre du PS et le dernier gouverneur de la province de Brabant.
Il fut docteur en droit, licencié en sciences politiques et diplomatiques et licencié en droit des assurances (ULB); président du CA de l'ULB (1980-1986).

## Biographie
Degroeve commence sa carrière à l'Union professionnelle des entreprises d’assurance (1957), ensuite à la Société nationale d’investissements (1962) et à la Société nationale des chemins de fer vicinaux (SNCV) (1968).
Il commence son parcours politique au Secrétariat national des étudiants socialistes (SNES) en 1953. Il sera successivement président de la Fédération bruxelloise du PS et en 1965 membre du cabinet d'Edmond Leburton. De 1964 à 1989, il fut conseiller communal de la commune de Forest, dont il devint premier échevin en 1971, puis bourgmestre en 1977. À la tête de sa commune, il veillera à intensifier la lutte contre la pauvreté en augmentant les possibilités du CPAS et en poursuivant la rénovation des logements sociaux.
Degroeve siégea à la Chambre des représentants comme élu PS de l'arrondissement de Bruxelles de 1971 à 1981 et de 1985 à 1989. Il siégea au Sénat de 1981 à 1985. Son intérêt alla plus particulièrement aux questions de l'Intérieur, aux questions économiques et à la réforme des institutions, notamment en ce qui concerne Bruxelles. Ainsi, il exerça la présidence de la commission de l'Intérieur et fut président du groupe PS.
Il devint secrétaire d'État de la Communauté française de Belgique en 1980 sous le gouvernement Martens II, puis ministre de la Région de Bruxelles-Capitale et président de l'Exécutif de la Région bruxelloise de décembre 1980 à décembre 1981, dans le gouvernement Martens IV. Il œuvra pour améliorer le cadre de vie des Bruxellois.
En 1989, il devint le dernier gouverneur de la province (unie) du Brabant. Après la scission de la province, il termina sa carrière politique en avril 1998 comme gouverneur de l'arrondissement administratif de Bruxelles-Capitale.
Sa devise fut une citation de Rosa Luxemburg : La liberté, ce n’est pas la liberté des membres du parti ou des partisans du gouvernement, fussent-ils aussi nombreux qu’on voudra. La liberté, c’est toujours la liberté de celui qui pense autrement.

## Décoration
- Grand officier de l'ordre de Léopold (1997)[1].